# Hdidouane
Mohamed Raouf Ikkache (en arabe : محمد رؤوف إيقاش), plus connu sous son nom de scène de Hdidouane (حديدوان), né le 31 août 1948 à Rabat au Maroc et mort en 1994, était un comédien algérien de théâtre pour enfants. Il est connu pour le personnage de clown Hdidouane, qu'il jouait principalement dans l'émission pour enfant El Hadika EsSahira (le jardin enchanté) avec Hamza Feghouli qui jouait le rôle de Ma Messaouda.

## Biographie
Mohamed Raouf Ikkache dit " Hdidwane"[style à revoir] est un comique Algérien, en français : un comique algérien, algérien en minuscule) né au Maroc le premier jour du mois d’août de l’an 1948 et c’est à l’âge de 14 ans, soit à l'indépendance de Maroc, qu’il rentrera au pays avec ses parents pour s’installer à Oran.
Issu d’une famille passionnée d’art et de culture, il se passionnera pour le théâtre tout en continuant ses études passionnantes. Adulte, il entamera une passionnante carrière d’enseignant qu’il écourtera pour se tourner vers le théâtre. L’ambition et la passion de Hdidwane et son amour pour les enfants l’ont poussé à créer et activer[Quoi ?] dans des écoles où il donnait des représentations théâtrales éducatives.
Hdidwane, un artiste de générations d’enfants[Quoi ?] à travers notamment l’émission « le jardin enchanté » (El Hadika Essahira) en compagnie de Hamza Faghouli.
Hdidwane meurt en 1994 à l’âge de 46 ans à la suite d'une maladie rénale, alors qu'il s’apprêtait à partir en tournée en France.